# Eifelrennen
De ADAC Eifelrennen was een race voor motorfietsen en auto’s , die van 1922 tot 2003 bijna jaarlijks werd gehouden in de Eifel, Duitsland. Sinds 1927 vond de race steevast plaats op het racecircuit Nürburgring.

## Geschiedenis
De eerste Eifelrennen werd in 1922 gehouden op een 33 kilometer lang parcours bestaande uit (veelal onverharde) openbare wegen rond Nideggen, Wollersheim, Vlatten, Heimbach, Hasenfeld en andere dorpen in de Eifel.  Het parcours werd in 10 etappes verdeeld. De opzet was gelijk aan die van de Targa Florio. Tijdens deze eerste race werden alle soorten voertuigen nog toegelaten, inclusief fietsen met hulpmotor. Er deden meer dan 100 deelnemers mee. 
Van 1924 tot 1926 werd de race gesplitst in aparte races voor tweewielers en vierwielers, en werden er klassen geïntroduceerd. Desondanks vonden er nog verscheidene fatale ongevallen plaats tijdens de race. Niet alleen onder de racers, maar ook onder omstanders. Zo stortten een aantal tribunes in door slechte weersomstandigheden. Mede door deze ongevallen werd besloten tot de aanleg van de Nürburgring. Deze werd op 18 juni 1927 in gebruik genomen, tijdens het 5. Eifelrennen weekend. 
Tijdens de Tweede Wereldoorlog werd de Eifelrennen niet gehouden.
In 1974 werden de races voor motoren en auto’s verder gescheiden, omdat organisatoren en racers het niet eens konden worden over hoe het circuit voor beide soorten voertuigen veilig gemaakt kon worden. Veel prominente motorracers boycotten de race uit onvrede over deze gang van zaken. 
In 1984 werd het moderne Grand Prix-parcours gebouwd bij Nürburgring, en werd de F2 vervangen door F3000. Hierdoor werd de Eifelrennen, die altijd was geassocieerd met de lange Nordschleife, naar de achtergrond verbannen. In 1984 en 1985 was er geen race, onder andere vanwege zware sneeuwval.
De laatste Eifelrennen waren  in mei 2003. 

## Winnaars

### Pre- Nürburgring
Motoren
- 1922 Sixtus Meyer, Harley-Davidson 1000 ccm
- 1923 geen race
- 1924 Franz Bieber, BMW - (1000 ccm : Robert "Robby" Jecker, Harley-Davidson)
- 1925 Paul Weyres
- 1926
- 1927 Toni Ulmen

Auto’s
- 1922 Fritz von Opel / Hans von Opel, Opel
- 1923 - No Race -
- 1924 Wetzka / Haide, Austro-Daimler
- 1925 N.N.
- 1926 Felten, Mannesmann

### Nürburgring (auto’s)
| Jaar | Winnaar                         | Klasse                           |
| ---- | ------------------------------- | -------------------------------- |
| 1927 | Rudolf Caracciola               | Sportwagen                       |
| 1928 | O. Spandel                      | Sportwagen                       |
| 1929 | W. Bartsch                      | Sportwagen                       |
| 1930 | Heinrich-Joachim von Morgen     | Grand Prix                       |
| 1931 | Rudolf Caracciola               | Grand Prix                       |
| 1932 | Rudolf Caracciola               | Grand Prix                       |
| 1933 | Tazio Nuvolari                  | Grand Prix                       |
| 1934 | Manfred von Brauchitsch         | Grand Prix                       |
| 1935 | Rudolf Caracciola               | Grand Prix                       |
| 1936 | Bernd Rosemeyer                 | Grand Prix                       |
| 1937 | Bernd Rosemeyer                 | Grand Prix                       |
| 1938 | - geen race -                   | - geen race -                    |
| 1939 | Hermann Lang                    | Grand Prix                       |
| 1940 | - geen race -                   | - geen race -                    |
| 1948 | - geen race -                   | - geen race -                    |
| 1949 | Karl Kling                      | Sportwagen                       |
| 1950 | Fritz Riess                     | Formule 2                        |
| 1951 | Paul Pietsch                    | Formule 2                        |
| 1952 | Rudi Fischer                    | Formule 2                        |
| 1953 | Toulo de Graffenried            | Formule 2                        |
| 1954 | Karl-Günther Bechem             | Sportwagen                       |
| 1955 | Juan Manuel Fangio              | Sportwagen                       |
| 1956 | Walter Schock                   | Gran Turismo                     |
| 1957 | Heini Walter                    | GT                               |
| 1958 | Wolfgang Seidel                 | GT                               |
| 1959 | Wolfgang von Trips              | Formule Junior                   |
| 1960 | Dennis Taylor                   | Formule Junior                   |
| 1961 | Jo Siffert                      | Formule Junior                   |
| 1962 | Peter Warr                      | Formule Junior                   |
| 1963 | Gerhard Mitter                  | Formule Junior                   |
| 1964 | Jim Clark                       | Formule 2, Südschleife           |
| 1965 | Paul Hawkins                    | Formule 2, Südschleife           |
| 1966 | Jochen Rindt                    | Formule 2, Südschleife           |
| 1967 | Jochen Rindt                    | Formule 2, Südschleife           |
| 1968 | Chris Irwin                     | Formule 2, Südschleife           |
| 1969 | Jackie Stewart                  | Formule 2, Nordschleife          |
| 1970 | Jochen Rindt                    | Formule 2, Nordschleife          |
| 1971 | François Cevert                 | Formule 2                        |
| 1972 | Jochen Mass                     | Formule 2                        |
| 1973 | Reine Wisell                    | Formule 2                        |
| 1974 | - No Race -                     | - No Race -                      |
| 1975 | Jacques Laffite                 | Formule 2                        |
| 1976 | Freddy Kottulinsky              | Formule 2                        |
| 1977 | Jochen Mass                     | Formule 2                        |
| 1978 | Alex Ribeiro                    | Formule 2                        |
| 1979 | Marc Surer                      | Formule 2                        |
| 1980 | Teo Fabi                        | Formule 2                        |
| 1981 | Thierry Boutsen                 | Formule 2                        |
| 1982 | Thierry Boutsen                 | Formule 2, Nordschleife          |
| 1983 | Beppe Gabbiani                  | Formule 2, verkorte Nordschleife |
| 1984 | - Geen race -                   | - Geen race -                    |
| 1985 | - Geen race -                   | - Geen race -                    |
| 1986 | Volker Weidler                  | DTM, GP track                    |
| 1987 | Manuel Reuter                   | DTM                              |
| 1988 | Kurt Thiim Dany Snobeck         | DTM                              |
| 1989 | Steve Soper Steve Soper         | DTM                              |
| 1990 | Steve Soper                     | DTM                              |
| 1991 | Klaus Ludwig Klaus Ludwig       | DTM                              |
| 1992 | Roland Asch Frank Biela         | DTM                              |
| 1993 | Klaus Ludwig Nicola Larini      | DTM                              |
| 1994 | Nicola Larini Klaus Ludwig      | DTM                              |
| 1995 | Bernd Schneider Bernd Schneider | DTM                              |
| 1996 | Jörg van Ommen Manuel Reuter    | DTM                              |
| 1997 | Laurent Aïello Laurent Aiello   | STW Supertouring                 |
| 1998 | Roland Asch Johnny Cecotto      | STW                              |
| 1999 | Tom Kristensen Manuel Reuter    | STW                              |
| 2000 | Manuel Reuter                   | DTM                              |
| 2001 | Laurent Aiello                  | DTM                              |
| 2002 | - Geen race -                   | - Geen race -                    |
| 2003 | Gianmaria Bruni                 | Formule 3000                     |